# 316042 Tilofranz
316042 Tilofranz este un asteroid din centura principală de asteroizi.

## Descriere
316042 Tilofranz este un asteroid din centura principală de asteroizi. A fost descoperit pe 19 aprilie 2009 la Tzec Maun de Erwin Schwab. Asteroidul prezintă o orbită caracterizată de o semiaxă mare de 2,36 ua, o excentricitate de 0,16 și o înclinație de 5,8° în raport cu ecliptica.